# 樂山宋氏祠堂
樂山宋氏祠堂位於四川省樂山市市中區，文物遺址年代判定為清代。2007年6月1日公佈為四川省第七批文物保護單位。